# Liste der Bodendenkmale in Braunschweig
In der Liste der Bodendenkmale in Braunschweig sind die Bodendenkmale der niedersächsischen kreisfreien Stadt Braunschweig aufgeführt. Die Quelle ist der Denkmalatlas Niedersachsen.
- Bitte beachten Sie, dass diese Liste keinen Anspruch auf Vollständigkeit erhebt.
- Die Angaben ersetzen nicht die rechtsverbindliche Auskunft der zuständigen Denkmalschutzbehörde.
- Es sind nur Daten aus dem Denkmalatlas verarbeitet.
- Der Stand der Liste ist der 20. April 2025.

Braunschweig

## Allgemein
In den Spalten finden sich folgende Informationen des Bodendenkmales:
| Lage         | geographische Koordinaten                                                           |
| Bezeichnung  | Bezeichnung lt. Denkmalatlas                                                        |
| Beschreibung | Beschreibung lt. Denkmalatlas                                                       |
| ID           | Objekt-ID                                                                           |
| Bild         | Bild, ggf. zusätzlich mit Link zu weiteren Fotos im Medienarchiv Wikimedia Commons. |

## Bevenrode
| Lage                         | Bezeichnung            | Beschreibung | ID       | Bild |
| ---------------------------- | ---------------------- | --- | -------- | ---- |
| 52° 20′ 55″ N, 10° 35′ 38″ O | Bevenrode 1, Hünenburg | Östlich der Landstraße von Bevenrode nach Grassel in der Südostecke eines Wäldchens liegt die „Hünenburg“. Der Burghügel ist heute oval, mit einer Länge von ca. 40 und einer größten Breite von ca. 30 m. Höhe noch 3,60 m. Südöstlich ehemals noch ein sichelförmiger Wall vorgelagert, der jetzt eingeebnet ist; ein Graben ist im östlichen Bereich als schwache Vertiefung noch zu erahnen. Im Westen ist dem Hügel eine ca. 0,7 m hohe und 4 m breite Terrasse vorgelagert. Von den hier abgesammelten Scherben sind einige früh- bis hochmittelalterlich, andere gehören ins Spätmittelalter. | 28957430 | BW   |

## Geitelde
| Lage                        | Bezeichnung               | Beschreibung | ID       | Bild |
| --------------------------- | ------------------------- | --- | -------- | ---- |
| 52° 13′ 2″ N, 10° 28′ 35″ O | Geitelde 1, Wölbackerbeet | Im Geitelder Holz in fast ebenem, schwach nach Osten geneigten Gelände noch sechs 9 – 12 m breite (meist 12 m breite) West-Ost verlaufende Wölbackerrücken, im nördlich anschließenden Gelände sind Reste weiterer Ackerbeete vorhanden. Alter Flurname: „Im hintersten Winkel“. | 28959300 | BW   |

## Innenstadt
| Lage                         | Bezeichnung                      | Beschreibung | ID       | Bild           |
| ---------------------------- | -------------------------------- | --- | -------- | -------------- |
| 52° 16′ 13″ N, 10° 31′ 36″ O | Innenstadt 1, Stadtbefestigung   | Von der ehemaligen mittelalterlichen Braunschweiger Stadtbefestigung, die um die gesamte Altstadt herum reichte, sind Teile des Grabens erhalten. Mit offenem Wasserstand sind folgende Teile noch vorhanden: Im Südwesten und Westen vom Gieselerwall bis fast zur Radeklint, im Nordwesten und Norden vom Neuen Petritore bis zum Gaußberg und im Nordosten der Wendenmühlengraben hinter dem Gebäude der Bezirksregierung und der Kinderkrippe. Im Osten und Süden ist der Graben obertägig zerstört. Südl. des Gaußberges treffen der Wendenmühlen- und Bosselgraben auf das letzte offenliegende Teilstück der Ur-Oker, die das Braunschweiger Stadtgebiet ursprünglich in Nord-Süd-Richtung durchfloss. Die Breite des Stadtgrabens beträgt bis zu 30 m. Bei verschiedenen archäologischen Ausgrabungen wurden immer wieder auch obertägig zerstörte Teilstücke des Stadtgrabens, wie auch der Mauer und Türme angetroffen. | 28948301 | BW             |
| 52° 16′ 20″ N, 10° 31′ 24″ O | Innenstadt 2, Rudolfsbollwerk    | | 28969178 |                |
| 52° 16′ 2″ N, 10° 31′ 55″ O  | Innenstadt 3, Antonsbollwerk     | Eine von den ehemals 16 Bastionen der Braunschweiger Bastionärsbefestigung, von denen sich fünf mehr oder weniger gut erhalten haben. Im Bereich des Theaterparks ein nach Osten bis 12 m Höhe ansteigender Hügel mit größter Länge von ca. 170 m und größter Breite von ca. 160 m. Zur Oker hin ist die Anlage ebenfalls steil geböscht. Die Braunschweiger Stadtbefestigung wurde zwischen 1802 und 1813 geschleift. | 28969179 |                |
| 52° 15′ 53″ N, 10° 31′ 57″ O | Innenstadt 4, Ulrichsbollwerk    | Eine von den ehemals 16 Bastionen der Braunschweiger Bastionärsbefestigung, von denen sich fünf mehr oder weniger gut erhalten haben. Von der Bastion im Museumspark zwischen Magnitorwall und Oker ist heute ein annähernd ovaler Hügel mit einem länglichen Fortsatz im Südosten vorhanden. Seine Höhe beträgt bis ca. 8 m. Die Anlage wurde zwischen 1804 und 1813 geschleift. | 28969180 | BW             |
| 52° 15′ 27″ N, 10° 31′ 45″ O | Innenstadt 5, Christinenbollwerk | Eine von den ehemals 16 Bastionen der Braunschweiger Bastionärsbefestigung, von denen sich fünf mehr oder weniger gut erhalten haben. Im Südosten der Braunschweiger Altstadt am Windmühlenberg der Rest einer Bastion in Form eines Hügels von ca. 4,5 m Höhe. Größte Länge 75 m, größte Breite 55 m. Auf der abgeflachten Kuppe ist eine geteerte Plattform angelegt. | 28969181 | BW             |
| 52° 16′ 11″ N, 10° 30′ 56″ O | Innenstadt 6, Ludewigsbollwerk   | | 28969182 | BW             |
| 52° 15′ 25″ N, 10° 31′ 45″ O | Innenstadt 7, Graben             | Noch heute umschließt der Umflutgraben die Braunschweiger Altstadt sternförmig, im NW den Burgmühlen- und Neustadtmühlengraben einschließend. Künstliche Flußbettumleitung der ehemals in Nord-Süd-Richtung durch das Stadtgebiet fließenden Oker. Er wurde in diesem Verlauf wohl im 17. bis 18. Jh. angelegt. Die Breite des Grabens beträgt durchschnittlich 20 m. Er ist gesamten Bereich als Graben mit offenem Wasserstand vorhanden. - Teilstück ID: 38404803 | 28969183 | Weitere Bilder |

## Mascherode
| Lage                         | Bezeichnung            | Beschreibung | ID       | Bild |
| ---------------------------- | ---------------------- | --- | -------- | ---- |
| 52° 13′ 23″ N, 10° 34′ 33″ O | Mascherode 1, Landwehr | Am östlichen Rand der Gemarkung hat sich auf. 150 m Länge ein Wall mit ca. 9 m Breite und 0,6 m Höhe erhalten, der beidseitig von Gräben begleitet wird. - Teilstück ID: 38424614 | 28969185 | BW   |
| 52° 13′ 19″ N, 10° 32′ 52″ O | Mascherode 3, Landwehr | Am südlichen Rand des Mascheroder Holzes im Forstort Kohli ein erhaltenes Teilstück der spätmittelalterlichen/frühneuzeitlichen Braunschweiger Landwehr. Die Landwehr besteht hier aus einem Wall von ca. 8 m Breite und bis zu 1 m Höhe mit nördlich vorgelagertem Graben. Südlich verläuft ein heute noch wasserführender Graben. - Teilstück ID: 38205768 | 28969186 | BW   |

## Neupetritor
| Lage                         | Bezeichnung             | Beschreibung | ID       | Bild |
| ---------------------------- | ----------------------- | --- | -------- | ---- |
| 52° 16′ 30″ N, 10° 27′ 45″ O | Neupetritor 1, Landwehr | Teilstück der spätmittelalterlichen Braunschweiger Landwehr, die hier teilweise in der Gmkg. Lamme und teilweise in der Gmkg. Neupetritor verläuft. Im Luftbild ist die Landwehr auf einem größeren Abschnitt erkennbar, obertägig erhalten sind jedoch nur noch zwei kurze Abschnitte. Hier sind vorhanden: Außenwall: Höhe 0,65 m; Innenwall: Höhe 0,35 m; äußerer Graben: Tiefe 0,75 m; mittlerer Graben: Tiefe 0,2 m; und innerer Graben: Tiefe 0,45 m. 1986 wurde rechtwinklig durch den Ostteil des westlichen Teilstückes ein Drainagegraben gezogen. Er biegt nach Westen ein und ist auf der gesamten Länge identisch mit dem äußeren Graben der Landwehr. Br. der Störung ca. 2,5 m; T. ca. 1,5 m. Im Luftbild sind teilweise bis zu fünf, überwiegend jedoch vier parallele Wälle und Gräben erkennbar. - Teilstück ID: 38332801 (Lamme 1) | 28969184 | BW   |

## Ölper
| Lage                        | Bezeichnung       | Beschreibung | ID       | Bild |
| --------------------------- | ----------------- | --- | -------- | ---- |
| 52° 16′ 38″ N, 10° 28′ 6″ O | Ölper 1, Landwehr | Teilstück der spätmittelalterlichen Braunschweiger Landwehr die laut Karte des Braunschweiger Landes im 18. Jh. (Bl.Nr. 3728 Vechelde; Flurkarte von 1752/62) hier aus Wall und beidseitigem Graben bestand. Erhalten sind heute noch zwei jeweils ca. 130 m lange Abschnitte. Sie bestehen aus einem ca. 1,1 m hohen Wall mit einem ca. 1,5 m tiefen Außengraben und einem ca. 1,1 m tiefen inneren Graben. Teilweise ist noch ein zweiter Wall mit vorgelagertem Graben vorhanden. - Teilstück ID: 38331884 | 38331392 | BW   |

## Querum
| Lage                        | Bezeichnung       | Beschreibung | ID       | Bild           |
| --------------------------- | ----------------- | --- | -------- | -------------- |
| 52° 18′ 3″ N, 10° 34′ 59″ O | Querum 1, Borwall | In der ehemaligen sumpfigen Schunterniederung liegen die Reste der Burg „Borwall“, einer Turmhügelburg, die ehemals mit Wall und Graben umgeben war. 1983 hatte der Burghügel noch eine Höhe von ca. 3,5 m; Länge ca. 45 und Breite ca. 37 m. Im Westen und Norden war der Doppelwall mit Graben als schwache Erhöhung bzw. Vertiefung noch zu erkennen. Der südliche Bereich war durch Anlage eines Kleingartens abgetragen und eingeebnet. In der 2. Hälfte des 19. Jhs. sollen die Bauern aus der bis dahin recht gut erhaltenen Motte fuderweise Rogensteine abgefahren haben, bis von der ehemals vorhandenen Steinarchitektur nur noch ein klaffender Schnitt im Zentrum des Hügels zurückblieb. Die Gräben wurden verfüllt und der Rest des Hügels zum gelegentlichen Sandabbau genutzt. - Teilstück ID: 50504746 | 28969189 | Weitere Bilder |

## Rautheim
| Lage                         | Bezeichnung          | Beschreibung | ID       | Bild |
| ---------------------------- | -------------------- | --- | -------- | ---- |
| 52° 13′ 17″ N, 10° 34′ 59″ O | Rautheim 1, Landwehr | Am südlichen Rand des Mascheroder Holzes im Forstort Kohli ein erhaltenes Teilstück der spätmittelalterlichen/frühneuzeitlichen Braunschweiger Landwehr. Die Landwehr besteht hier aus einem Wall von ca. 8 m Breite und bis zu 1 m Höhe mit nördlich vorgelagertem Graben. Südlich verläuft ein heute noch wasserführender Graben. - Teilstück ID: 38424655 | 28969190 | BW   |

## Rühme
| Lage                         | Bezeichnung       | Beschreibung | ID       | Bild           |
| ---------------------------- | ----------------- | --- | -------- | -------------- |
| 52° 18′ 18″ N, 10° 30′ 27″ O | Rühme 1, Landwehr | Teilstück der Braunschweiger Landwehr zwischen Oker und Schunter. Zum größten Teil entlang der Gemarkungsgrenze zu Veltenhof. Zwei Abschnitte im Westen sind sehr gut erhalten, sie bestehen aus einem doppelten Wall mit jeweils vorgelagertem Graben. Außenwall Höhe ca. 2,0 m; Innenwall mit breiter Krone: Höhe ca. 0,5 – 0,6 m. Tiefe des Außengrabens ca. 1,1 m; der innere Graben ist ca. 1,4 m tief. Gesamtbreite ca. 30 m. Teilstück ID: 38429014 | 28969191 | Weitere Bilder |

## Stöckheim
| Lage                         | Bezeichnung            | Beschreibung | ID       | Bild |
| ---------------------------- | ---------------------- | --- | -------- | ---- |
| 52° 11′ 28″ N, 10° 31′ 36″ O | Stöckheim 2, Steinhaus | Unmittelbar an der Grenze zu Landkreis und Stadt Wolfenbüttel, östlich der Heerstraße die alte Gerichtsstätte, „Hohes Gericht“ oder „Altes Gericht“. Im Gelände eine erhöhte rechteckige Plattform mit umlaufenden Gräben. Größte Länge 23,5 m; Breite 19,5 m. Grabentiefe i. M. 0,5 m. Die Oberfläche ist stark mergelig. Südlich schließt ein durch Gräben abgetrenntes, ebenerdiges Rechteck an. Größte Länge 24,0 m; Breite 20,0 m. Das Hauptgericht des Herzogtums Braunschweig-Wolfenbüttel vom 16. - 19. Jh. Es wurde erstmals im Jahre 1615 in einer Karte eingetragen und zuletzt in die Karte von J.C. Warmburg 1752 erfasst. | 28969285 | BW   |